# Червенець (Поморське воєводство)
Червенець (пол. Czerwieniec, нім. Schierwenz) — село в Польщі, у гміні Потенґово Слупського повіту Поморського воєводства.
Населення — 124 особи (2011).
У 1975-1998 роках село належало до Слупського воєводства.

## Демографія
Демографічна структура станом на 31 березня 2011 року:
|          | Загалом | Допрацездатний вік | Працездатний вік | Постпрацездатний вік |
| -------- | ------- | ------------------ | ---------------- | -------------------- |
| Чоловіки | 69      | 11                 | 53               | 5                    |
| Жінки    | 55      | 14                 | 29               | 12                   |
| Разом    | 124     | 25                 | 82               | 17                   |